# Cabaret
|  | Per a altres significats, vegeu «Cabaret (desambiguació)». |

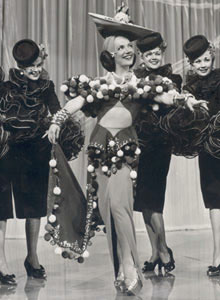
Carmen Miranda, una estrella del cabaret

El cabaret és un tipus d'espectacle de varietats generalment nocturn que combina cançons i textos diversos, i pot incloure també l'actuació d'humoristes, il·lusionistes i altres números populars. Alguns d'ells consideraven més aviat indecents i es caracteritzaven per la recerca del glamour a través de l'ús de grans plomes i purpurines als vestuaris i maquillatges molt poc discrets. Va tenir molt d'èxit durant la primera meitat del segle xx.
Algunes sales de cabaret emblemàtiques han estat, El Molino de Barcelona, Die Katakombe de Berlín, que va inspirar la coneguda pel·lícula protagonitzada per Liza Minnelli, el Cotton Club de Nova York, l’Armenonville de Buenos Aires, el Cabaret Voltaire de Zúric i el Tropicana de l'Havana.
El terme anglès music-hall es va utilitzar en els darrers temps com una mena d'eufemisme i de voluntat de modernitat, com s'està intentant introduir burlesc, que hom considera un eufemisme.

## Etimologia
En el seu origen, cabaret era una paraula d'origen francès que significa taverna, posteriorment, en francès, va passar a significar els locals als quals es feia un tipus d'espectacle que, més tard, coneixem com a cabaret.

## Cabaret als Països Catalans

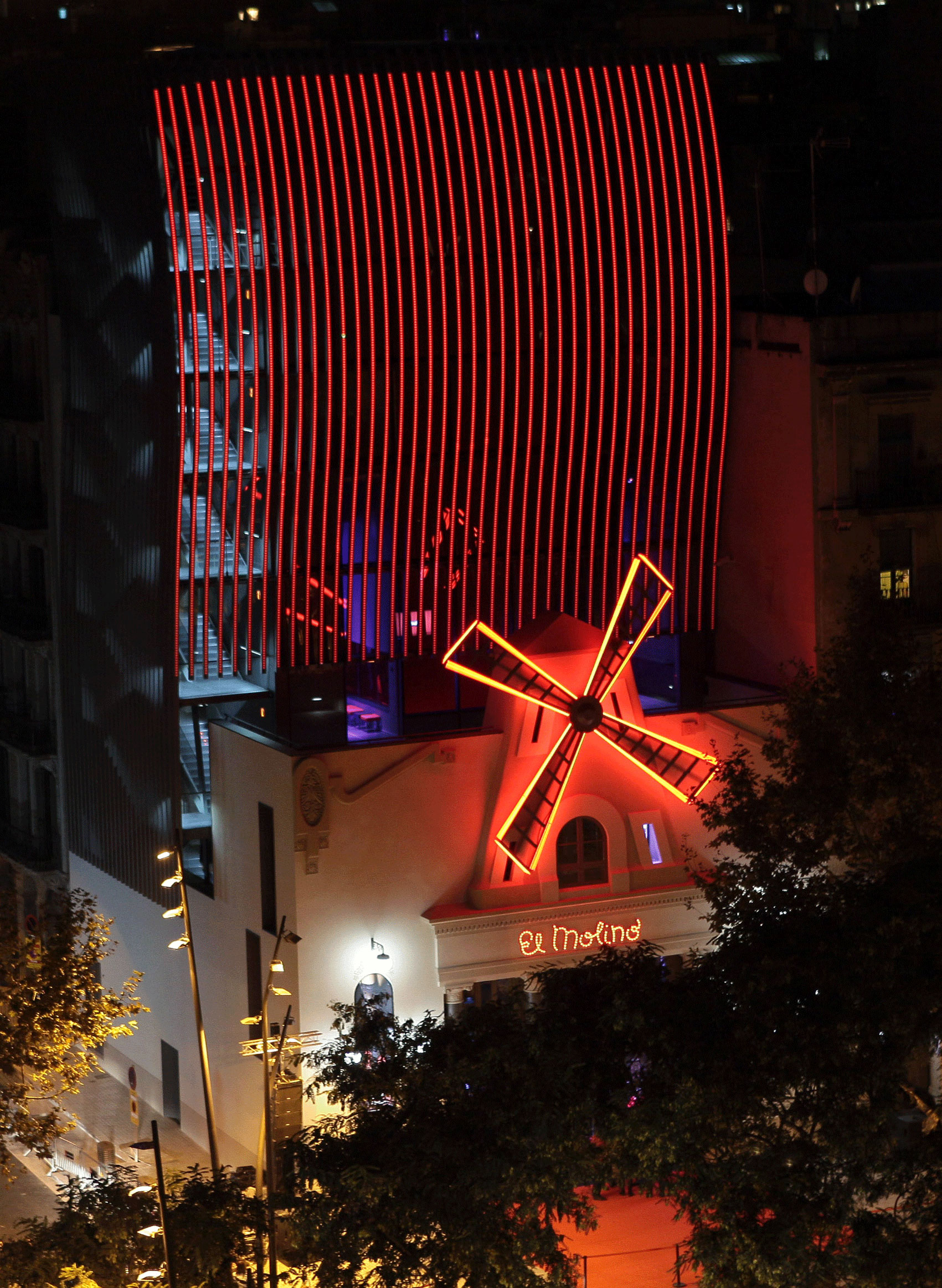
El Molino de Barcelona

A Barcelona el cabaret era molt habitual i de gran èxit a tot el llarg de l'avinguda del Paral·lel, i en especial a El Molino, on es va continuar fent durant el franquisme malgrat la dictadura. L'aparició de la televisió va fer minvar notablement aquest tipus d'espectacle, però encara es fa en alguns petits locals barcelonins. Algunes de les estrelles del cabaret van ser Mari Santpere, La Maña, Merche Mar, Yolanda Ramos, Norma Duval i Chiqui Martí.
També hi ha sales de cafè-teatre, tant al paral·lel com a altres barris, per exemple, a Gràcia.

## Cabaret a Alemanya

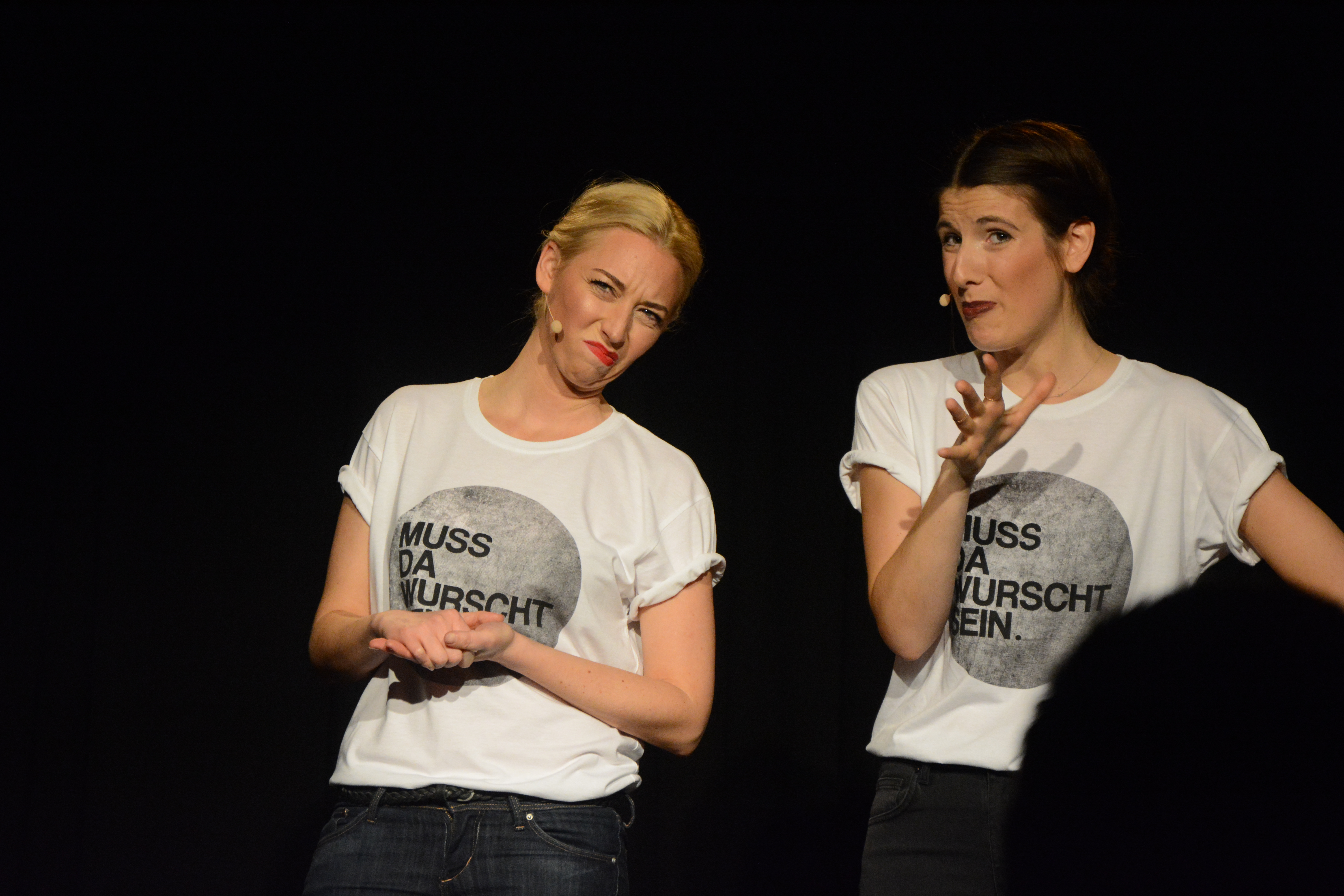
Espectacle de cabaret actual a Alemanya

Tot i que el terme, i en certa manera un pro-espectacle similar, inicials foren a França durant el segle xix, el que s'entén avui per cabaret és el que va esdevenir posteriorment, al segle XX i sobretot a l'època d'entre guerres. El moment de màxima esplendor dels cabarets va ser durant els anys 20 i començaments dels 30, època a la qual Berlín era la capital d'aquesta mena d'espectacle, fins que aquest va ser prohibit per Hitler amb l'arribada del Tercer Reich.
Va ser aleshores quan molts artistes alemanys de cabaret va haver d'exiliar-se a diversos països i així van estendre el seu concepte de cabaret internacionalment. A partir d'aquest moment, les grans ciutats com Nova York, Londres, París o Barcelona van començar a tenir cabarets, primer dirigits per alemanys i després pels seus seguidors. Es considera l'època daurada del cabaret des del punt de vista internacional.

## Cabaret a Espanya
A Espanya, en especial a Madrid, estava molt relacionat amb la revista.

## Cabaret a França
A França els locals de cabaret es distingien d'altres locals d'espectacles, entre altres coses, perquè tenien un bar, quan eren petits, i un bar-restaurant, quan eren grans, de manera que es podia menjar, i en particular beure, mentre es gaudia de l'espectacle. És el que a Espanya i molts altres països anomenem un cafè-teatre i no un cabaret com s'entén en català. Alguns cantautors francesos que van començar a cafès-teatres van ser Georges Brassens i Serge Gainsbourg. La cantant i ballarina espanyola Norma Duval es va donar a conèixer internacionalment al Moulin Rouge.

## Documents
La presentació  d’alguns casos concrets hauria de permetre una aproximació a l’abast del terme.

### Cabarets primitius, sense espectacle
- 1457. Cabaret de la Pomme-de-Pin.[2][3]
- 1608. Declaració del rei de França prohibint el funcionament dels cabarets durant la missa major i les vespres.[4]
- 1780. Definició a l'Encyclopédie ou dictionnaire raisonné des sciences, des arts et des métiers.[5]
- 1836. Cançó d'Ëmile Dreaux.[6]
- 1859. Comentaris sobre la casa natal de François Rabelais, que es convertí en un cabaret.[7]

### Cabarets amb espectacle
- 1886.[8]
- 1918. Novel·la Flametti o el dandismo de los pobres de Hugo Ball.[9][10]